# Nagano (stad)
Nagano (Japans: 長野市, Nagano-shi) is de hoofdstad van de gelijknamige prefectuur op het Japanse eiland Honshu. De stad heeft een oppervlakte van 730,83 km² en had in 2007 ongeveer 378.000 inwoners.

## Geschiedenis
In 1847 stierven bijna 10.000 mensen toen op 8 mei de 'Zenko-ji aardbeving' de stad en omliggende gebieden trof.
Nagano werd een stad (shi) op 1 april 1897.
In 1949 werd de universiteit van Nagano opgericht.
Bij de gemeentelijke herindeling van 16 oktober 1966 groeide Nagano door samenvoeging met 7 omliggende gemeenten.
In Nagano werden de Olympische Winterspelen van 1998 en de Paralympische Winterspelen van 1998 gehouden. De evenementen leverden de stad een splinternieuw schaatsstadion, genaamd M-Wave.
In 1999 werd Nagano een kernstad en werden de voormalige stad Toyono, de dorpen Togakushi en Ooka en het district Kinasa Kamiminochi door Nagano geabsorbeerd.
In 2005 was Nagano gastheer voor de Speciale Olympische Winterspelen.
Op 1 januari 2010 werden de gemeenten Shinshūshin en Nakajō (district Kamiminochi) aangehecht bij de stad Nagano.

## Verkeer
Nagano ligt aan de Hokuriku Shinkansen van de East Japan Railway Company naar Takasaki en Tokio.
Nagano ligt verder aan de Shinano-lijn en de Kita-Shinano-lijn, van de Shinano Railway, de Nagano-lijn van de Nagano Electric Railway, en aan de Shinonoi-lijn, de Shin'etsu-hoofdlijn, de Iiyama-lijn en de Chūō hoofdlijn van de East Japan Railway Company.
Binnen de stad en de randsteden rijden bussen van Kawanaka-jima Bus en Nagano Dentetsu Bus Co.
De dichtstbijzijnde luchthaven ligt bij Matsumoto en is verbonden met Nagano via een speciale buslijn die er 70 minuten over doet.

## Economie
De belangrijkste industrietakken in Nagano zijn zijdeindustrie, machinebouw en houtbewerking.

## Aangrenzende steden
- Omachi
- Nakano
- Suzaka
- Ueda
- Chikuma
- Myoko

## Bezienswaardigheden
De Boeddhistische tempel Zenkō-ji heeft een hoofdhal die een van de grootste houten gebouwen in Japan. In de tempel staat een bronzen Boeddhabeeld dat een van de oudste in Japan is.
In de regio rond Nagano leeft de Japanse makaak. Vooral in het Jigokudani-apenpark worden zij vaak aangetroffen als zij baden in de onsen.
De historische locatie van de slagen van Kawanakajima (1553, 1555, 1557, 1561 en 1564) tussen Takeda Shingen en Uesugi Kenshin is bewaard gebleven als een park met een gemeentelijk museum over de geschiedenis van deze regio.
Matsushiro, de voormalige kasteelstad van de Sanada-clan, ligt in het zuidelijk deel van Nagano. Men bewaart hier de historische sfeer door de instandhouding van woningen van de samoerai, tempels en tuinen uit de feodale periode, waaronder de restanten van ket kasteel en het landhuis van de landheer Sanada Jumangoku. Het ondergrondse keizerlijke hoofdkwartier (松代大本営跡, Matsushiro Daihon'ei Ato) waaraan vanaf november 1944 tot de Japanse overgave op 15 augustus 1945 werd gebouwd, is deels open voor publiek.
Enkele sportfaciliteiten van de Olympische Winterspelen zijn ook vanuit architectonisch standpunt interessant: de schaatsbaan M-Wave en de Big Hat (ビッグハット, Biggu Hatto) ijshockeyhal.
Ten noordoosten van Nagano ligt het grootste Japanse skiresort Shiga Kogen.
Net ten zuiden van het stadscentrum liggen de Nagano Chausuyama-dierentuin, een openlucht dinosauruspark, een botanische tuin en een natuurmuseum.

## Stedenbanden
Nagano heeft een stedenband met
- Clearwater, Verenigde Staten, sinds maart 1959;
- Shijiazhuang, China, sinds april 1981.

## Bekende inwoners van Nagano

### Geboren
- Kiyoshige Koyama (1914–2009), componist en muziekpedagoog
- Kei Kumai (1930–2007), filmregisseur
- Hiro Mashima (1977), mangaka
- Takashi Miyazawa (1978), wielrenner
- Masahito Obayashi (1994), schaatser
- Takahiro Ito (1996), schaatser

## Galerij

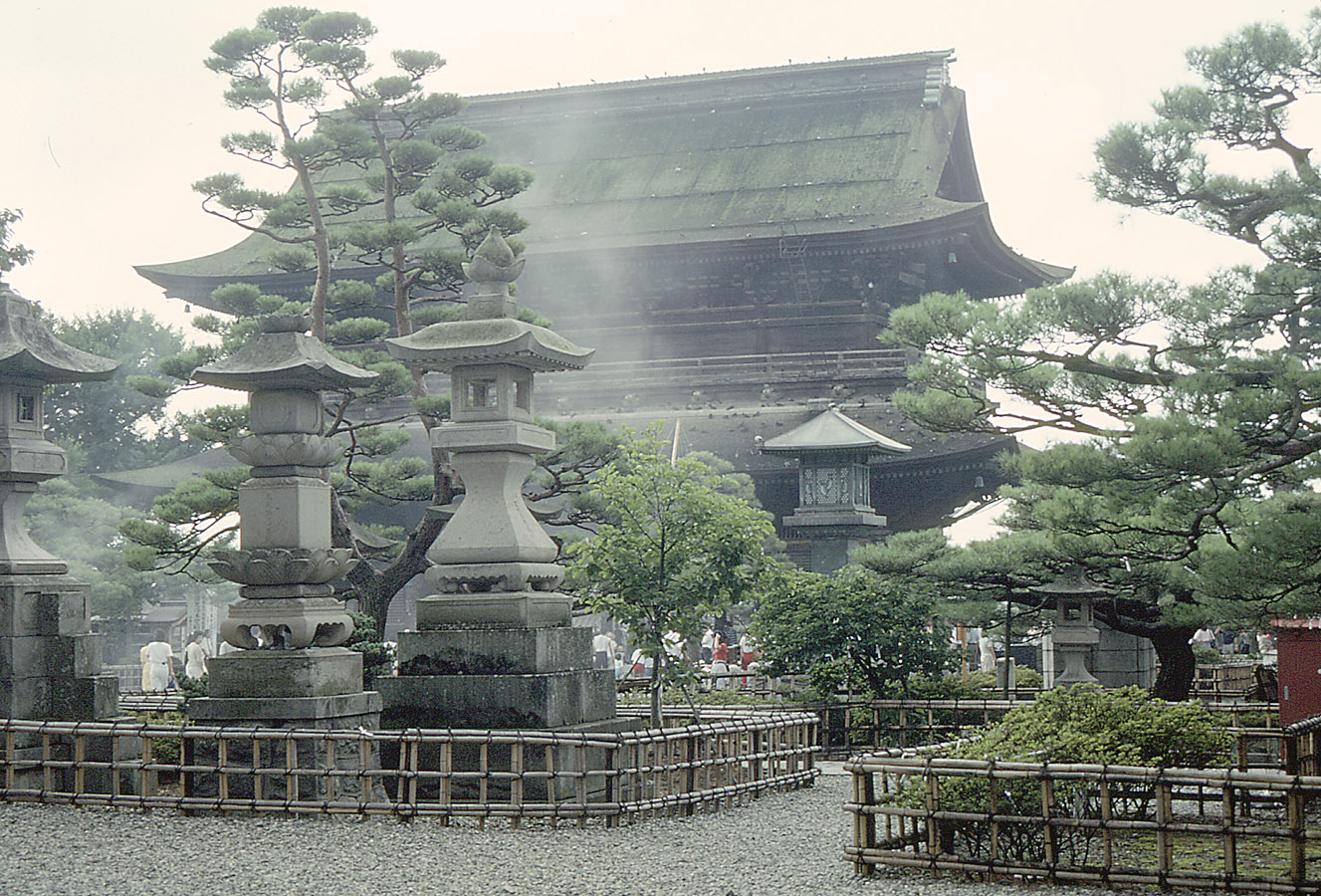
Zenkō-ji
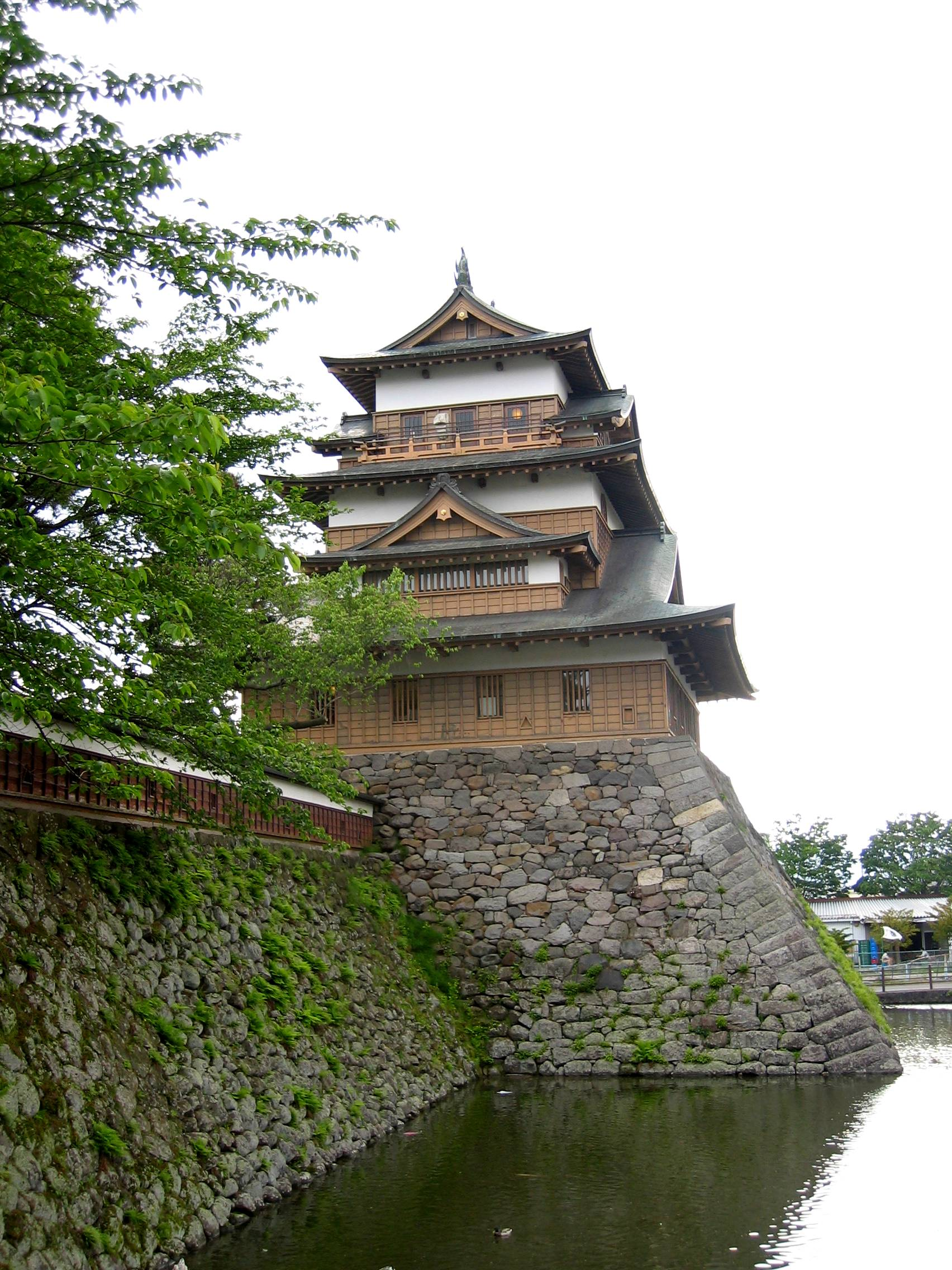
Kasteel Takashima